# Donje Predrijevo
Donje Predrijevo – wieś w Chorwacji, w żupanii virowiticko-podrawskiej, w gminie Zdenci. W 2011 roku liczyła 106 mieszkańców.